# Хорошо, что я такой
«Хорошо, что я такой» — поэтический сборник участника и победителя поэтических слэмов, лауреата премии Чуковского за новаторство в детской литературе Германа Лукомникова с иллюстрациями Коли Филиппова.

## Отклики и рецензии
Наталья Вишнякова в рецензии на эту книгу отмечает, что для Лукомникова «нет ничего важнее и интереснее, чем слово. Слово-звук вытесняет слово-смысл. Для большинства слова — это единицы речи, мелкие звенья в общей цепи: ценность имеет только цепь, а отдельное звено — нет. У Лукомникова же каждое звено взвешено, измерено, прощупано, обнюхано, расцеловано. Оно — любимо»
Елена Филиппова, говоря о поэзии Лукомникова, подчёркивает: «Оптимизм без легкомыслия, способность легко и с юмором сказать о серьёзном, посмеяться над самим собой — всё это очень ценно в человеке, даже если он притворяется книжкой (тссс!!! — никому!!!). Настроение от этого хулиганского сборника поднимается быстрее, чем в градуснике, прижатом к лампе»
Елена Соковенина, говоря о стихах Лукомникова: «Уметь выразить в коротеньком смешном стихотворении глубокие, философские вещи, да ещё так, чтобы оно выглядело детским, — верх мастерства. Чем и славен Лукомников».
Елена Семенова в рецензии на эту книгу пишет: «эта книга выходит за сухие дидактичные рамки. Она живая. Это книга‑перформанс, книга‑оркестр, которая весело, ненавязчиво, в виде ежесекундной языковой игры помогает ощутить вкус, гибкость, блеск, но одновременно где‑то юмор и абсурд русского языка» 
Леонид Жуков отмечает, что "Лукомников пишет детские стихи для взрослых"

## Награды и признание
- Лучшая книга для детей и подростков в номинации "Поэзия" по мнению экспертов VI Всероссийского фестиваля детской книги (2019)[10][11]
- Лучшая книга 2019 года в номинации "Поэзия" по мнению редакции "Независимой газеты" (НГ-EL) [12]